# Margaret Brooke
Margaret Alice Lili Brooke, född de Windt 1849, död 1936, var den första raneen (drottningen) av kungariket Sarawak på Borneo 1869-1917, gift med den andra av de så kallade "Vita Rajorna" av Sarawak, Sir Charles Brooke, Raja av Sarawak (r. 1869-1917).
Margaret Brooke var dotter till Joseph Clayton Jennyns de Windt, godsägare av Blunston Hall, och Elizabeth Sarah Johnson, och syster till äventyraren Harry de Windt. Hon gifte sig den 28 oktober 1869 på Highworth i Wiltshire med Sir Charles Brooke, Raja av Sarawak. Paret fick sex barn och deras relation beskrivs som lycklig. Hon bosatte sig i Sarawak något år efter bröllopet.  
Margaret Brooke beskrivs som kraftfull och intelligent, och hennes unika ställning som en vit kunglighet i en asiatisk monarki väckte fascination under samtiden. Maken lät uppföra den berömda villan The Astana för henne. Fort Margherita i Kuching fick sitt namn efter henne.
Hon utgav 1913 sina memoarer, My Life in Sarawak.